# Ludwik Dolański
Ludwik Dolański herbu Korab (ur. w 1805, zm. 11 stycznia 1898 w Rakowej) – adwokat, ziemianin, polityk demokratyczny, poseł na Sejm Ustawodawczy w Kromieryżu i Sejmu Krajowego Galicji.
Ukończył studia na wydziale prawnym uniw. w Wiedniu, gdzie uzyskał stopień doktora praw (1838). Następnie prowadził kancelarię adwokacką we Lwowie (1839-1850). Aktywny politycznie w okresie Wiosny Ludów. Członek Centralnej Rady Narodowej we Lwowie. Poseł do Sejmu Ustawodawczego w Wiedniu i Kromieryżu (10 lipca 1848 – 7 marca 1849) wybranym z okręgu wyborczego Bóbrka. W parlamencie należał do "Stowarzyszenia" skupiającego polskich posłów demokratycznych.
Ziemianin, od 1850 współwłaściciel dóbr Rakowa w powiecie samborskim. Członek Galicyjskiego Towarzystwa Gospodarskiego we Lwowie (1851-1898). Członek c.k. Ministerialnej Komisji zwalniającej z podatku gruntowego (1854). Działacz Polskiego Stronnictwa Demokratycznego. Poseł do Sejmu Krajowego Galicji I kadencji (1861-1866), Wybrany w I kurii obwodu Sambor, z okręgu wyborczego Sambor. Zastępca członka Wydziału Krajowego (1861-1866). Złożył mandat 11 stycznia 1866, na jego miejsce wybrano Jana Aleksandra Fredrę. W latach 1867–1879 był członkiem Rady Powiatowej w Samborze a także prezesem (1869-1870) Wydziału Powiatowego w Samborze.
Pochowany w kaplicy rodowej na cmentarzu w Rakowej, którą ufundował.

## Rodzina i życie prywatne
Urodził się w rodzinie ziemiańskiej, syn współwłaściciela Rakowej i notariusza w Samborze Jana Konrada. Jego młodszymi braćmi byli ziemianinie Jan Roch, właściciel Grębowa, w pow. tarnobrzeskim i Feliks współwłaściciel dóbr Rakowa w powiecie samborskim. Rodziny nie założył.